# الطرد الكلي للديدان
الطرد الكلي للديدان، يسمى أيضًا العلاج الكيماوي الوقائي، هو عملية لمعالجة أعداد كبيرة من المصابين، ولا سيما الأطفال، بالداء الديداني (مثل التهاب الديدان الطفيلية المنقولة بالتربة) والبلهارسيا في مناطق تملك معدل انتشار عال لهذه الأمراض. وتشتمل هذه العملية على معالجة الجميع -عادة جميع الأطفال الملتحقين بالمدارس باستخدام البنى التحتية القائمة لتوفير المال- بدلًا من فحصهم أولًا ومن ثم معالجتهم بصورة انتقائية فقط. لم يبلّغ عن وقوع حالات أعراض جانبية خطيرة عند تقديم الدواء لمن لم يكن لديهم ديدان، وقد كانت تكلفة فحص العدوى أعلى من تكلفة معالجته. وبذلك مقابل المبلغ المالي ذاته، يمكن للطرد الكلي للديدان أن يعالج عددًا أكبر من البشر بتكلفة أقل من الطرد الانتقائي للديدان. والطرد الكلي للديدان واحد من الأمثلة عن الإعطاء الجماعي للأدوية.
يمكن تطبيق الطرد الكلي للديدان على الأطفال عبر إعطاء نوعين من أدوية طرد الديدان، هما ميبيندازول وألبيندازول. وتكلفة إعطاء حبة دواء واحدة كل ستة أشهر و١٢ شهرًا للطفل الواحد (جرعات نموذجية) هي تكلفة منخفضة نسبيًا.
التهاب الديدان الطفيلية المنقولة بالتربة هو المرض الأكثر انتشارًا من بين الأمراض المدارية المهملة. وما يزيد عن 870 مليون طفل معرض لخطر الإصابة بعدوى الديدان الطفيلية. تتداخل عدوى الديدان مع امتصاص المواد الغذائية، ويمكن أن يؤدي ذلك إلى الإصابة بفقر الدم وسوء التغذية وضعف النمو الذهني والجسدي، وأن يشكل خطرًا جسيمًا على صحة الأطفال وتعليمهم وإنتاجيتهم. عادة ما يكون الأطفال المصابون بالعدوى متعبين بشدة أو أكثر مرضًا بكثير ليتمكنوا من التركيز في المدرسة، أو حتى ليلتحقوا بالمدرسة أساسًا. في عام 2001، حددت جمعية الصحة العالمية هدفًا لمنظمة الصحة العالمية لتعالج بحلول العام 2010 75% من الأطفال الذين وصلوا إلى سن الالتحاق بالمدرسة. لم يكن هناك اتفاق على الدليل المتعلق بمدى الفوائد بعيدة الأمد للأطفال الذين كانوا جزءًا من برامج الطرد الكلي للديدان. وجدت مراجعة أدبية منهجية ل65 دراسة أن الطرد الكلي لديدان التهاب الديدان الطفيلية المنقولة بالتربة بالكاد يترك أثرًا على وزن الأطفال أو طولهم أو التحاقهم بالمدارس أو إدراكهم الذي يقاس بحسب انتباه قصير المدة، أو وفاتهم. يحاجج مؤيدو الطرد الكلي للديدان أن منهجية الدراسات التي تنتقص من قيمة الطرد الكلي للديدان هي منهجية منحازة، وأن أحجام العينات كانت صغيرة وأن العديد من الدراسات لم تقيم سوى الآثار غير الملحوظة الطويلة الأمد. ونتيجة لذلك، يحاججون بأن هذه الدراسات ينبغي ألا تستخدم لوحدها في تقرير سياسة الطرد الكلي للديدان.
تؤيد بعض المنظمات غير الحكومية بشكل خاص الطرد الكلي للديدان. المبادرة العالمية لطرد الديدان (وهو مشروع لمنظمة إيفيدينس أكشن غير الحكومية) وإيند فند (الممول من قبل مؤسسة ليغاتوم في عام 2012) ومبادرة السيطرة على البلهارسيا وسايتسيفير هي بعض المشاريع الخيرية التي نالت تقييمًا مرتفعًا من قبل المقيّم الدولي غيف ويل نظرًا إلى التكلفة المنخفضة لطرد الديدان من الأطفال وتطبيقه على نطاق واسع وانعكاسه بفوائد أوسع على المجتمع.

## الخلفية
تصيب الديدان الطفيلية المعوية (معظمها يندرج ضمن فئة التهاب الديدان الطفيلية المنقولة بالتربة) نحو 1.5 مليار إنسان وفقًا لتقديرات منظمة الصحة العالمية، وبينهم 218 مليون إنسان يحتاج علاجًا وقائيًا من ديدان البلهارسيا في عام 2015.
تنصح منظمة الصحة العالمية بالطرد الكلي للديدان للأطفال الذين يعيشون في مناطق مصابة بالوباء بهدف تقليل الحالات المرضية عن طريق تقليل العبء الإجمالي للديدان. وتشير منظمة الصحة العالمية إلى أن حالات الإصابة بعدوى الديدان تؤثر سلبًا على الحالة الغذائية وتعيق العمليات الإدراكية ويمكن أن تتسبب بحالات كالانسداد المعوي أو بجروح في المجاري البولية والكبد. ويُتوقع أن يعود العلاج الدوائي الدوري بفوائد صحية مثل التقليل من فقدان المواد الغذائية الدقيقة وتقليل التلوث البيئي وتحسين حالة التغذية والوظائف الإدراكية وأداءًا مدرسيًا أفضل في بعض الحالات. 
في عام 2001، حددت جمعية الصحة العالمية هدفًا لمنظمة الصحة العالمية لتعالج بحلول العام 2010 75% من الأطفال الذين وصلوا إلى سن الالتحاق بالمدرسة. في عام 2014، عولج ما يزيد عن 396 مليون طفل ممن هم في سن ما قبل الالتحاق بالمدرسة وفي سن المدرسة، أي ما يساوي نسبة 47% من الأطفال المعرضين للخطر. 

## الوسائل

### الأقراص الطبية
تقدم برامج طرد الديدان من الأطفال عادة أدوية لطرد الديدان مثل ميبيندازول أو ألبيندازول (أو برازيكوانتيل ضد البلهارسيا، في جرعة تستند إلى الطول أو الوزن). ويُعطى هذا العلاج في جرعة واحدة عن طريق قرص طبي. ومن بين الأدوية الأخرى المستخدمة، ولو أنها غير معتمدة من قبل منظمة الصحة العالمية، بيرانتيل بامواتي وبيبارازين وبيبارازين سيتراتي ورباعي كلورو الإيثلين وليفاميزول. ضمن برامج الطرد الكلي للديدان، يُعطى الدواء لجميع الأطفال سواء كانوا مصابين بالعدوى أم لا. أما في المناطق المصابة بالوباء، فقد اقتضت الحاجة تكرار طرد الديدان بشكل منتظم. ويتوقف تكرار العلاج على مدى انتشار العدوى وشدتها، وهو ما تحدده دراسات دورية، إلا أنه ثمة حاجة لها سنويًا.

### إجراءات ملازمة
لزيادة الطرد الكلي للديدان ولتخفيض معدل تكرار العدوى، ينبغي أن تتضمن الإجراءات ملازمة لبرنامج الطرد الكلي للديدان إجراءات للمياه والصرف والنظافة صحية. ومن الأمثلة الجيدة عن تدخل مزدوج كهذا برنامج الرعاية الصحية الأساسي المطبق من قبل مؤسسة التعليم في الفيلبين: يضم هذا البرنامج الوطني طردًا للديدان لمرتين في السنة لدى أطفال المدارس مع غسيل يدين جماعي بالصابون في أوقات معينة من اليوم في مبنى المدرسة. وقد طبُقت هذه المقاربة المسماة «ملائم للمدرسة» أيضًا في إندونيسيا في عام 2014.

## جوانب صحية

### الدليل
- في عام 2015، توصلت مراجعة أجرتها مجلة تابعة للبنك الدولي إلى أن الأدلة تدعم فائدة تتعلق بالحضور المدرسي والدخل بعيد الأمد.[12]
- وجدت مراجعة محدّثة أجرتها مؤسسة كوكرين في عام 2019 أن دليلًا طبيًا عالي الجودة حول الطرد الكلي للديدان لم يدعم الأثر المفيد على الأداء المدرسي ووزن الجسم والإدراك ومعدلات فقر الدم. إلا أنها استبعدت عددًا من الدراسات التي أظهرت نتائج إيجابية بعيدة المدى نظرًا إلى أنها لم تستوفي معيار إدراجها ضمن المراجعة في ما يتعلق بالتحكم التام (للدراسات التي تستخدم منهج التجربة المنضبطة المعشاة). يحاجج مؤيدو الطرد الكلي للديدان أن هذه الدراسات تؤكد الفوائد على المدى البعيد. [13]
- أخذت مراجعة أجريت في العام 2016 حول آثار طرد الديدان على وزن الطفل بالدراسات التي استبعدتها مراجعة مؤسسة كوكرين. وأخذت أيضًا بيانات إضافية من الدراسات المشمولة. توصلت هذه المراجعة إلى أنه في البيئات التي تشهد انتشارًا يزيد عن 20% مئة، أي حيث تنصح منظمة الصحة العالمية بعلاجات كلية، فإن متوسط اكتساب الوزن المقدّر مقابل إنفاق دولار واحد على الإعطاء الجماعي لأدوية طرد الديدان يبلغ أكثر من 35 مرة ذلك المقدر من برامج تغذية المدارس.[14]
- في عام 2017، أعادت مراجعة منهجية واستعراض للتحليلات فحص الدراسات المتاحة وتوصلت إلى أن الطرد الكلي للديدان في أمراض التهاب الديدان الطفيلية المنقولة بالتربة لم يترك سوى أثر ضئيل. في حين أنه لمحاربة مرض البلهارسيا ربما كان الطرد الكلي للديدان أكثر فعالية من ناحية الوزن، لكن من المحتمل أنه لم يكن فعالًا من ناحية الطول والإدراك والحضور المدرسي.
- في عام 2019 وجد استعراض للتحليلات أجرته منظمة كامبل أن الطرد الكلي للديدان للنساء الحوامل قلل من حالات فقر الدم الأمومي بنسبة 23%، إلا أنه لم يكن هناك دليل على تأثيرات أخرى.[15]